# Saint-Félicien, Ardèche
Saint-Félicien (okcitansko San Farcio) je naselje in občina v jugovzhodnem francoskem departmaju Ardèche regije Rona-Alpe. Leta 1999 je naselje imelo 1.183 prebivalcev.

## Geografija
Kraj se nahaja v pokrajini Languedoc v bližini meje s sosednjo regijo Auvergne, 29 km zahodno od Tournona.

## Uprava
Saint-Félicien je sedež istoimenskega kantona, v katerega so poleg njegove vključene še občine Arlebosc, Bozas, Colombier-le-Vieux, Lafarre, Pailharès, Saint-Victor in Vaudevant s 3.669 prebivalci.
Kanton je sestavni del okrožja Tournon-sur-Rhône.

## Zgodovina
Kraj je bil ustanovljen leta 1765.